# Callicarpa japonica
Callicarpa japonica  es una especie de árbol perteneciente a la familia de las lamiáceas.

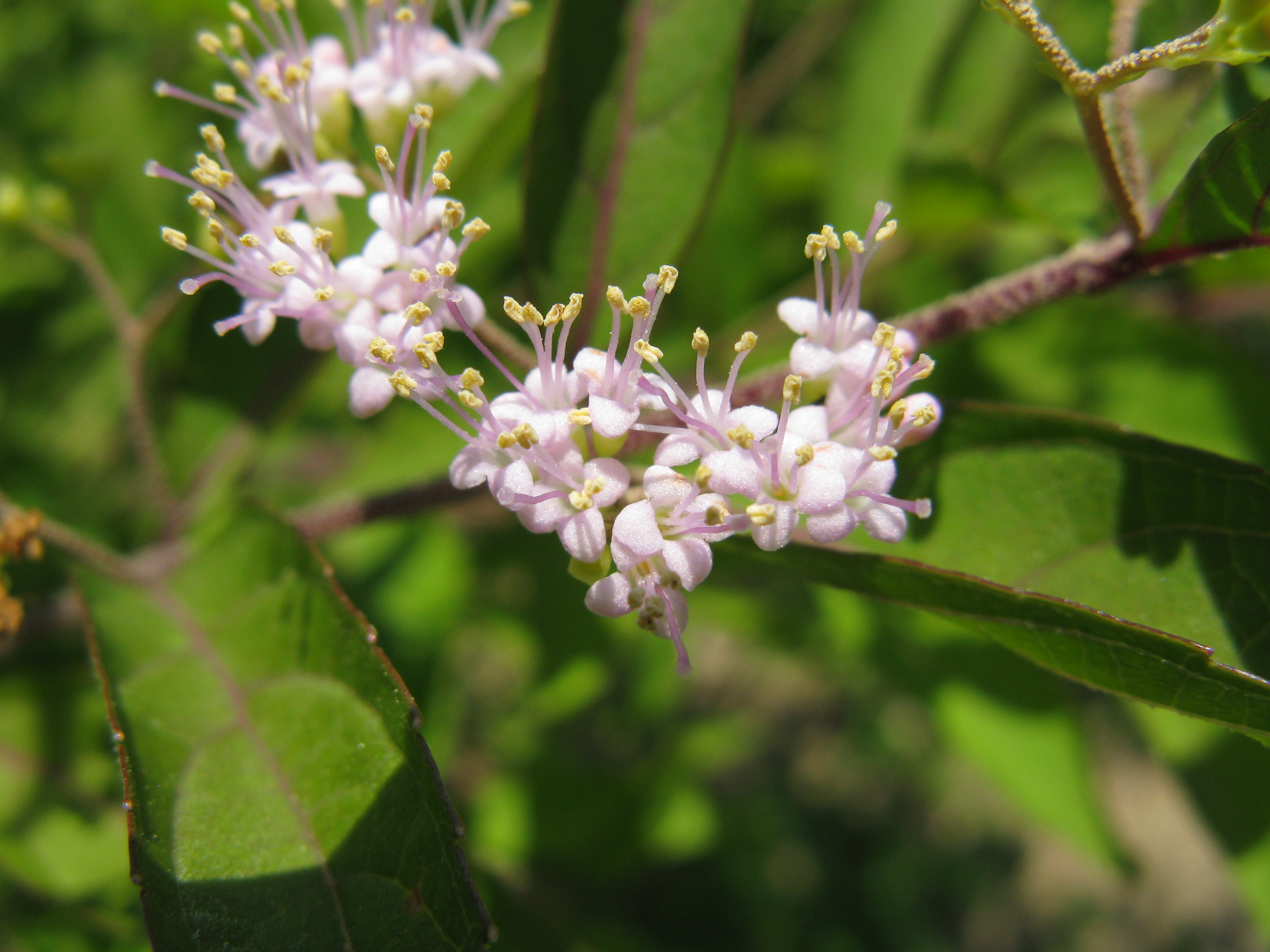
flores

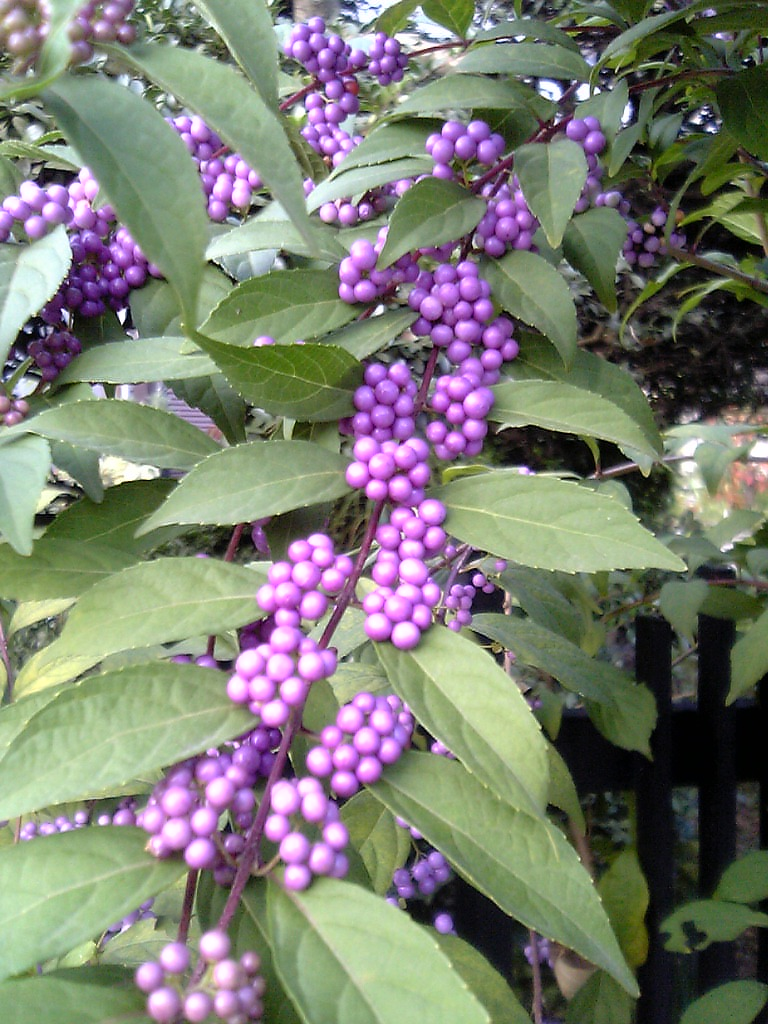
Hojas y frutos

## Descripción
Es un árbol cuyos frutos son bayas de color púrpura. Las flores pueden ser de color rosa a blanco. Esta especie es nativa de Japón. Se cultivan como árboles ornamentales. Además, son popularmente cultivadas en jardines y parques.

## Usos medicinales
Las bayas no son comestibles para el ser humano.  Sin embargo, los frutos sirven de alimento a las aves y los ciervos.  Las hojas pueden ser utilizadas para hacer té de hierbas.

## Taxonomía
Callicarpa japonica fue descrita por Carl Peter Thunberg  y publicado en Systemat Vegetabilium. Editio decima quarta 153. 1784.
Etimología
Callicarpa: nombre genérico derivado del griego kalli = "hermoso" y carpae = "fruta", refiriéndose a sus frutas bellamente coloreados.
japonica: epíteto geográfico que alude a su localización en Japón.
Variedades
- Callicarpa japonica var. japonica
- Callicarpa japonica var. luxurians Rehder

Sinonimia
- Amictonis japonica (Thunb.) Raf.[2][3]

var. japonica
- Callicarpa caudatifolia Koidz.
- Callicarpa mimurazakii Hassk.
- Callicarpa murasakii Siebold
- Callicarpa taquetii H.Lév.

var. luxurians Rehder
- Callicarpa antaoensis Hayata
- Callicarpa australis Koidz.
- Callicarpa kotoensis Hayata
- Premna staminea Maxim.